# Kastanjebuikcotinga
De kastanjebuikcotinga (Doliornis remseni) is een zangvogel uit de familie Cotingidae (cotinga's). Deze vogel is genoemd naar de Amerikaanse ornitholoog James V. Remsen.

## Verspreiding en leefgebied
Deze soort komt voor in Colombia, Ecuador en het uiterste noorden van Peru.

## Status
De grootte van de populatie wordt geschat op 2500-10.000 volwassen vogels. De populatie is klein en de aantallen nemen af door habitatverlies. Op de Rode lijst van de IUCN heeft deze soort daarom de status gevoelig.